# Vera (ort i Kroatien)
Vera (serbiska: Вера) är en ort i Kroatien.   Den ligger i länet Srijem, i den östra delen av landet, 230 km öster om huvudstaden Zagreb. Vera ligger 85 meter över havet och antalet invånare är 453.
Terrängen runt Vera är platt. Runt Vera är det ganska tätbefolkat, med 62 invånare per kvadratkilometer. Närmaste större samhälle är Osijek, 18,5 km nordväst om Vera. Trakten runt Vera består till största delen av jordbruksmark.